# Aktivovaný parciální tromboplastinový čas
Aktivovaný parciální tromboplastinový čas (aPTT, z angl. activated parcial tromboplastine time)
aPTT je test k vyšetření hemokoagulace, přesněji funkce vnitřní koagulační kaskády. aPTT slouží jako základní test srážení krve a používá se též k monitorování heparinové antikoagulační terapie.

## Princip
Vyšetřuje se krevní plazma s přídavkem citrátu. Při aPTT se k plazmě přidá vápník, aktivátor, kterým je nejčastěji kaolin, a fosfolipid kefalin, neboli parciální tromboplastin.
V přítomnosti vápníku aktivuje parciální tromboplastin koagulační faktory v plazmě a zahájí vnitřní koagulační kaskádu. Aktivátor se přidává pro zrychlení reakce tím, že poskytuje povrch umožňující aktivaci faktoru XII kontaktem.
Výsledkem aPTT je čas, za který dojde ke sražení plazmy. U normálního vzorku se tato doba pohybuje mezi 35-45 s. Za patologické se pokládá prodloužení o více než 10 sekund ve srovnání s kontrolou. Například u hemofiliků je hodnota zvýšena na 150 - 180 s.
Prodloužení aPTT může způsobit nedostatečná aktivita jednoho nebo více koagulačních faktorů (faktory XII, XI, IX, VIII, prekalikrein, vysokomolekulární kininogen), která je buďto vrozená (hemofilie) nebo získaná (otrava warfarinem, DIC). Dále může být příčinou přítomnost inhibitorů výše zmíněných faktorů (antifosfolipidové protilátky při lupus antikoagulans).
Jen výsledek in vitro prováděného aPTT testu však nemusí být v přímém vztahu k případnému krvácení. Zajímavostí je, že defekty faktoru XII, prekalikreinu a vysokomolekulárního kininogenu extrémně prodlužují aPTT, ale krvácivé projevy nevyvolávají. Přítomnost antifosfolipidových protilátek naopak paradoxně vede k trombotickým stavům. Test také nevypovídá nic o množství nebo funkci krevních destiček a při krvácení kvůli poruše primární hemostáze jsou proto hodnoty aPTT normální.
Při použití aPTT k monitoringu léčby heparinem se za terapeutické považuje 2-3 násobné prodloužení aktivovaného parciálního tromboplastinového času oproti kontrolnímu vzorku.